# Leucolejeunea clypeata
Leucolejeunea clypeata är en bladmossart som först beskrevs av Ludwig David von Schweinitz, och fick sitt nu gällande namn av Alexander William Evans. Leucolejeunea clypeata ingår i släktet Leucolejeunea och familjen Lejeuneaceae. Inga underarter finns listade i Catalogue of Life.